# A legtöbb példányban elkelt Nintendo 64-játékok listája
Az alábbi lista azon Nintendo 64 videójátékokat tartalmazza, amelyekből legalább egymillió példány kelt el vagy került leszállításra.

## A lista
- Super Mario 64 (11,62 millió)[1][2]
- Mario Kart 64 (9 millió)[3]
- GoldenEye 007 (8 millió)[4][5]

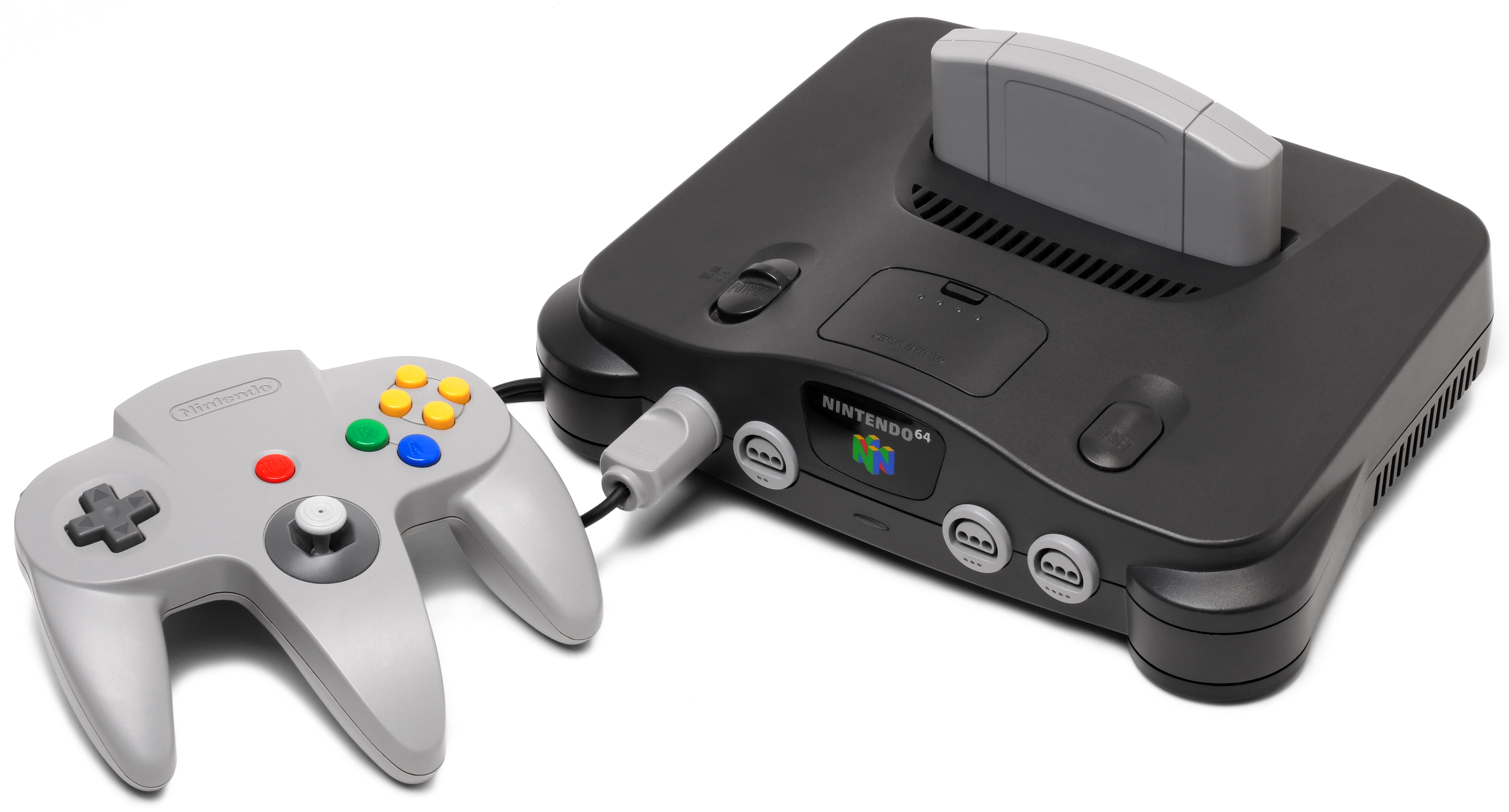
Nintendo 64

- The Legend of Zelda: Ocarina of Time (7,6 millió)[6]
- Super Smash Bros. (5 millió)[7]
- Diddy Kong Racing (megközelítőleg 4,434 millió: 3,78 millió Amerikában és a PAL területeken,[8] 653 928 Japánban)[9]
- Pokémon Stadium (megközelítőleg 3,971 millió: 3,16 millió Amerikában,[10] 710 765 Japánban,[9] 100 000 az Egyesült Királyságban)[11]
- Donkey Kong 64 (megközelítőleg 3,77 millió: 2,67 millió Amerikában,[10] 1,1 millió Japánban)[12]
- The Legend of Zelda: Majora’s Mask (3,36 millió)[6]
- Star Fox 64 (megközelítőleg 3,325 millió: 2,76 millió Amerikában,[10] 565 222 Japánban)[9]
- Perfect Dark (3,2 millió)[13]
- Banjo-Tooie (3 millió)[14]
- Pokémon Snap (megközelítőleg 2,718 millió: 2,22 millió Amerikában,[10] 498 155 Japánban)[9]
- Mario Party 2 (megközelítőleg 2,33 millió: 1,26 millió Amerikában,[10] 1,07 millió Japánban)[12]
- Banjo-Kazooie (megközelítőleg 2,256 millió: 1,85 millió Amerikában,[10] 405 944 Japánban)[9]
- Pokémon Stadium 2 (megközelítőleg 2,15 millió: 1,14 millió Japánban,[12] 1,01 millió Amerikában)[10]
- Wave Race 64 (megközelítőleg 2,105 millió: 1,95 millió Amerikában,[10] 154 682 Japánban)[9]
- Star Wars: Shadows of the Empire (megközelítőleg 2,008 millió: 1,98 millió Amerikában,[10] 28 038 Japánban)[9]
- Yoshi’s Story (megközelítőleg 1,953 millió: 1,1 millió Amerikában,[10] 852 846 Japánban)[9]
- Mario Party (megközelítőleg 1,944 millió: 1,23 millió Amerikában,[10] 714 358 Japánban)[9]
- WCW/nWo Revenge (1,88 millió Amerikában)[10]
- Star Wars: Episode I Racer (megközelítőleg 1,798 millió: 1,71 millió Amerikában,[10] 87 826 Japánban)[9]
- Mario Tennis (megközelítőleg 1,76 millió: 1,1 millió Japánban,[12] 669 958 Amerikában)[15]
- Cruis’n USA (1,68 millió Amerikában)[10]
- Mario Party 3 (megközelítőleg 1,64 millió: 1,02 millió Japánban,[12] 624 468 Amerikában)[15]
- Star Wars: Rogue Squadron (megközelítőleg 1,634 millió: 1,59 millió Amerikában,[10] 44 337 Japánban)[9]
- Kirby 64: The Crystal Shards (megközelítőleg 1,611 millió: 1,07 millió Japánban,[12] 541 600 Amerikában)[15]
- Tony Hawk’s Pro Skater (1,61 millió Amerikában)[10]
- Hey You, Pikachu! (megközelítőleg 1,46 millió: 744 870 Japánban,[12] 721 720 Amerikában)[15]
- Pokémon Stadium (első verzió) (1,37 millió Japánban)[8][12]
- WCW vs. nWo: World Tour (1,3 millió Amerikában)[10]
- 1080° Snowboarding (megközelítőleg 1,254 millió: 1,23 millió Amerikában,[10] 23 908 Japánban)[9]
- WWF No Mercy (1,19 millió Amerikában)[10]
- Turok 2: Seeds of Evil (megközelítőleg 1,154 millió: 1,14 millió Amerikában,[10] 13 683 Japánban,[9] 1,4 millió leszállítva)[16]
- Turok: Dinosaur Hunter (1,5 millió)[17]
- WWF WrestleMania 2000 (1,14 millió Amerikában)[10]
- The World Is Not Enough (1,08 millió Amerikában)[10]
- Namco Museum 64 (1,04 millió Amerikában)[10]
- Mario Golf (megközelítőleg 1,005 millió: 534 283 Amerikában, 470 779 Japánban)[15]
- Kobe Bryant in NBA Courtside (1 millió)[17][18]
- Pilotwings 64 (1 millió)[19]

Összesített Ninetendo 64 játék eladások 2009. december 31-ig: 224,97 millió.